# لانگ‌هورسلی
لانگ‌هورسلی (به انگلیسی: Longhorsley) یک روستا و محله مدنی در بریتانیا است که در نورث‌آمبرلند واقع شده‌است. لانگ‌هورسلی ۸۸۷ نفر جمعیت دارد.